# Dobra Wola (powiat mławski)
Dobra Wola – wieś sołecka w Polsce położona w województwie mazowieckim, w powiecie mławskim, w gminie Lipowiec Kościelny.
W latach 1975–1998 miejscowość należała administracyjnie do województwa ciechanowskiego.